# Cantonul Levet
Cantonul Levet este un canton din arondismentul Bourges, departamentul Cher, regiunea Centru, Franța.

## Comune
| Comune              | Populație (1999) | Cod poștal | Cod INSEE |
| ------------------- | ---------------- | ---------- | --------- |
| Annoix              | 263              | 18340      | 18006     |
| Arçay               | 377              | 18340      | 18008     |
| Lapan               | 142              | 18340      | 18122     |
| Levet               | 1.269            | 18340      | 18126     |
| Lissay-Lochy        | 190              | 18340      | 18129     |
| Plaimpied-Givaudins | 1.643            | 18340      | 18180     |
| Saint-Caprais       | 491              | 18400      | 18201     |
| Saint-Just          | 558              | 18340      | 18218     |
| Sainte-Lunaise      | 23               | 18340      | 18222     |
| Senneçay            | 345              | 18340      | 18248     |
| Soye-en-Septaine    | 563              | 18340      | 18254     |
| Trouy               | 2.978            | 18570      | 18267     |
| Vorly               | 249              | 18340      | 18288     |